# Folklig dans
Begreppet folklig dans används ibland för att markera skillnaden mot folkdans om äldre danser som traditionellt dansats (och ofta fortfarande dansas) folkligt till folkmusik, till exempel polska. De är de danser som fram till ungefär år 1900 normalt dansades vid bröllop, fester och av ungdom på lördagskvällar i ett vägskäl, på en bro eller i en loge. Numera dansas de framförallt på spelmansstämmor, bystugedanser (till exempel under Musik vid Siljan), Folkmusikkaféet i Göteborg, Folkmusikhuset, "Skeppis", i Stockholm med mera. Nära större städer konkurrerades de ut av andra danser som vals, foxtrot med mera i slutet av 1800-talet eller början av 1900-talet. I mer avskiljda områden, bland annat runt Siljan i Dalarna, har många folkliga danser levt vidare i obruten tradition. 
Med det liknande begreppet folkdans avses i Sverige normalt de danser som folkdanslag dansar. Svenska folkdanser är till stor del komponerade i början av 1900-talet för uppvisning. Ofta är de uppställningsdanser, som kadriljer, där man använder begrepp som damsida, kavaljersida etc baserat på hur olika dansare är placerade i förhållande till publiken. Svenska folkdanser har ofta inte dansats i folklig tradition. En del folkdanslag dansar också folkliga danser, men många lag gör det inte. 
Folkliga danser, bland annat många polskor, kräver ofta god dansskicklighet, vighet, smidighet och god fysik. De är ofta jämförelsevis danstekniskt svåra, eftersom det kan krävas mycket träning för att lära in hur man dansar om med säkerhet och balans, även om det bara är tre steg vilka upprepas varv efter varv. Och ibland är de konditionskrävande att utöva. Ibland förekommer olika så kallade vigheter. Uttrycket "slå klackarna i taket" kommer från polskedans och är en vighet som dansskickliga (framförallt ungdomar) kunde utföra om taket inte var alltför högt. Andra vigheter kan vara knäfall, hjulningar, slå ihop klackar etc. En välkänd familj inom polskorna är de olika hambodanserna. Hambo skiljer sig från de flesta andra polskor genom att man normalt bara dansar om fyra varv i taget under fyra av åtta takter i en musikalisk repris. I övriga polskor dansar man oftast om en eller flera repriser vilket oftast är mer krävande på flera sätt.